# Leptomiza calcearia
Leptomiza calcearia är en fjärilsart som beskrevs av Walker 1860. Leptomiza calcearia ingår i släktet Leptomiza och familjen mätare. Inga underarter finns listade i Catalogue of Life.

## Bildgalleri

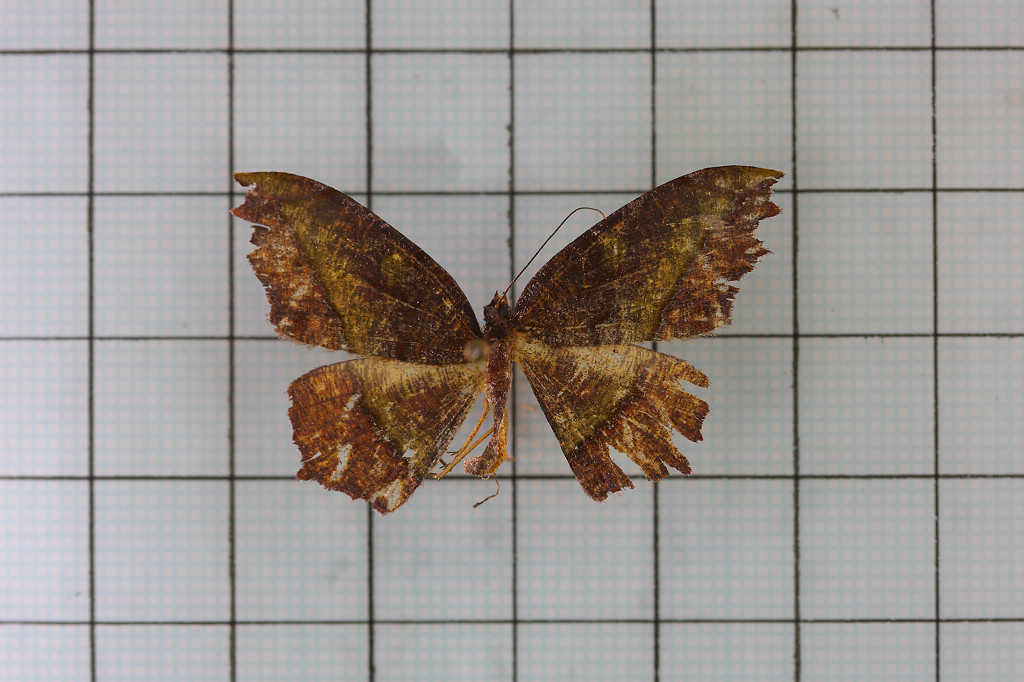